# Hemilepistus ruderalis
Hemilepistus ruderalis är en kräftdjursart som först beskrevs av Peter Simon Pallas 1771.  Hemilepistus ruderalis ingår i släktet Hemilepistus och familjen Trachelipodidae. Inga underarter finns listade i Catalogue of Life.